# مارتا غوتييه
مارتا غوتييه (بالفرنسية: Marthe Gautier)‏ (و. 1925  م) هي طبيبة، وباحثة، وطبيبة أطفال فرنسية.

## التعليم
تعلمت في كلية الطب في باريس ‏، وتحصلت منها على شهادة الدكتوراه الوطنية
.

## جوائز
حصلت على جوائز منها:
- نيشان الاستحقاق الوطني من رتبة قائد (15 نوفمبر 2018)[8]
- نيشان جوقة الشرف من رتبة ضابط (18 أبريل 2014)[9]